# 1896년 하계 올림픽 사이클 남자 트랙 독주
1896년 하계 올림픽 사이클 남자 트랙 독주는 그리스 아테네에서 개최된 1896년 하계 올림픽 사이클의 세부 종목이다. 1⁄3km의 거리로 1896년 4월 11일에 네오 팔리론 벨로드롬에서 진행되었다. 5개국에서 8명의 선수가 참가하였으며 남자 경기만 열렸다. 독주 경기가 1⁄3km로 열린 것은 이 때가 유일하며 1928년에 이 종목이 다시 정식 종목이 되었을 때는 1⁄3km에서 1km로 늘어났다.

## 경기장
| 도시   | 경기장               |
| ------ | -------------------- |
| 아테네 | 네오 팔리론 벨로드롬 |

## 경기 결과
| 순위 | 선수                            | 기록   |
| ---- | ------------------------------- | ------ |
| 1    | 폴 마송 (FRA)                   | 24.0 s |
| 2    | 스타마티오스 니콜로풀로스 (GRE) | 26.0 s |
| 2    | 아돌프 슈말 (AUT)               | 26.0 s |
| 4    | 에드워드 바텔 (GBR)             | 26.2 s |
| 5    | 프랭크 키핑 (GBR)               | 27.0 s |
| 5    | 테오도르 로이폴트 (GER)         | 27.0 s |
| 5    | 레온 플라멩 (FRA)               | 27.0 s |
| 8    | 요제프 로제마이어 (GER)         | 27.2 s |

### 연장
| 순위 | 선수                            | 기록   |
| ---- | ------------------------------- | ------ |
| 2    | 스타마티오스 니콜로풀로스 (GRE) | 25.4 s |
| 3    | 아돌프 슈말 (AUT)               | 26.6 s |

이 경기에서는 니콜로풀로스가 자신이 결선에서 냈던 기록보다 좋은 기록을 내며 2위를 확정한 반면에 슈말은 자신이 결선에서 냈던 기록보다 안좋은 기록을 내며 3위가 되었다.

## 메달리스트
| 종목      | 금               | 은                                 | 동                       |
| --------- | ---------------- | ---------------------------------- | ------------------------ |
| 남자 독주 | 폴 마송 · 프랑스 | 스타마티오스 니콜로풀로스 · 그리스 | 아돌프 슈말 · 오스트리아 |

## 참고 자료
- 국제 올림픽 위원회 - 1896년 하계 올림픽 트랙 사이클 경기 결과 (영어)
- Lampros, S.P.; Polites, N.G.; De Coubertin, Pierre; Philemon, P.J.; & Anninos, C. (1897). 《The Olympic Games: BC 776 – AD 1896》. Athens: Charles Beck. (Digitally available at  보관됨 2013-01-16 - 웨이백 머신)
- Mallon, Bill; & Widlund, Ture (1998). 《The 1896 Olympic Games. Results for All Competitors in All Events, with Commentary》. Jefferson: McFarland. ISBN 0-7864-0379-9. (Excerpt available at )
- Smith, Michael Llewellyn (2004). 《Olympics in Athens 1896. The Invention of the Modern Olympic Games》. London: Profile Books. ISBN 1-86197-342-X.